# Heritiera pterospermoides
Heritiera pterospermoides är en malvaväxtart som beskrevs av André Joseph Guillaume Henri Kostermans. Heritiera pterospermoides ingår i släktet Heritiera och familjen malvaväxter. Inga underarter finns listade i Catalogue of Life.